# Arcidiocesi di Tororo
L'arcidiocesi di Tororo (in latino: Archidioecesis Tororoensis) è una sede metropolitana della Chiesa cattolica in Uganda. Nel 2022 contava 1.029.550 battezzati su 4.242.890 abitanti. È retta dall'arcivescovo Emmanuel Obbo, A.J.

## Territorio
L'arcidiocesi comprende i distretti di Bukwo, Manafwa, Butaleja, Kapchorwa, Mbale, Sironko e Tororo nella regione Orientale dell'Uganda.
Sede arcivescovile è la città di Tororo, dove si trova la cattedrale dei Martiri dell'Uganda.
Il territorio è suddiviso in 46 parrocchie, raggruppate in 12 decanati.

## Storia
Il vicariato apostolico del Nilo superiore fu eretto il 13 luglio 1894 con il breve Ex hac beati di papa Leone XIII, ricavandone il territorio dal vicariato apostolico di Victoria-Nyanza (oggi arcidiocesi di Kampala).
Il 15 giugno 1925 e il 10 giugno 1948 cedette porzioni del suo territorio a vantaggio dell'erezione rispettivamente della prefettura apostolica di Kavirondo (oggi arcidiocesi di Kisumu) e del vicariato apostolico di Kampala (oggi diocesi di Jinja). In quest'ultima occasione, la sede del vicariato apostolico del Nilo superiore venne trasferita da Nsambya-Kampala a Tororo.
Il 10 maggio 1951 cambiò nome in favore di vicariato apostolico di Tororo in forza del decreto Cum nomen della Congregazione di Propaganda Fide.
Il 25 marzo 1953 il vicariato apostolico fu elevato a diocesi con la bolla Quemadmodum ad Nos di papa Pio XII. Originariamente era suffraganea dell'arcidiocesi di Rubaga, diventata arcidiocesi di Kampala nel 1966.
Il 29 novembre 1980 ha ceduto una porzione del suo territorio a vantaggio dell'erezione della diocesi di Soroti.
Il 2 gennaio 1999 la diocesi fu ancora elevata al rango di arcidiocesi metropolitana con la bolla Cum Ecclesia di papa Giovanni Paolo II.

## Cronotassi dei vescovi
Si omettono i periodi di sede vacante non superiori ai 2 anni o non storicamente accertati.
- Henry Hanlon, M.H.M. † (17 luglio 1894 - 17 novembre 1911 dimesso)
- Johannes Biermans, M.H.M. † (24 aprile 1912 - agosto 1924 dimesso)
- John William Campling, M.H.M. † (13 maggio 1925 - febbraio 1938 dimesso)
- John Reesinck, M.H.M. † (29 marzo 1938 - marzo 1951 dimesso)
- John Francis Greif, M.H.M. † (1º maggio 1951 - 17 agosto 1968 deceduto)
- James Odongo † (19 agosto 1968 - 27 giugno 2007 ritirato)
- Denis Kiwanuka Lote † (27 giugno 2007 - 2 gennaio 2014 ritirato)
- Emmanuel Obbo, A.J., dal 2 gennaio 2014

## Statistiche
L'arcidiocesi nel 2022 su una popolazione di 4.242.890 persone contava 1.029.550 battezzati, corrispondenti al 24,3% del totale.
| anno | popolazione | popolazione | popolazione | presbiteri | presbiteri | presbiteri | presbiteri                | diaconi | religiosi | religiosi | parrocchie |
| anno | battezzati  | totale      | %           | numero     | secolari   | regolari   | battezzati per presbitero | diaconi | uomini    | donne     | parrocchie |
| ---- | ----------- | ----------- | ----------- | ---------- | ---------- | ---------- | ------------------------- | ------- | --------- | --------- | ---------- |
| 1950 | 209.357     | 700.000     | 29,9        | 77         | 7          | 70         | 2.718                     |         |           | 123       | 25         |
| 1970 | 497.097     | 509.855     | 97,5        | 30         | 30         |            | 16.569                    |         | 20        | 147       | 45         |
| 1980 | 667.846     | 2.103.000   | 31,8        | 67         | 38         | 29         | 9.967                     |         | 49        | 125       | 47         |
| 1990 | 425.911     | 1.573.000   | 27,1        | 66         | 55         | 11         | 6.453                     |         | 21        | 110       | 35         |
| 1999 | 405.742     | 1.609.044   | 25,2        | 60         | 53         | 7          | 6.762                     |         | 25        | 112       | 36         |
| 2000 | 450.000     | 1.700.000   | 26,5        | 63         | 55         | 8          | 7.142                     |         | 21        | 116       | 36         |
| 2001 | 500.000     | 1.700.000   | 29,4        | 61         | 52         | 9          | 8.196                     |         | 23        | 129       | 36         |
| 2002 | 550.000     | 2.000.000   | 27,5        | 71         | 58         | 13         | 7.746                     |         | 24        | 146       | 36         |
| 2003 | 550.000     | 2.500.000   | 22,0        | 71         | 57         | 14         | 7.746                     |         | 24        | 136       | 37         |
| 2004 | 550.000     | 2.500.000   | 22,0        | 77         | 58         | 19         | 7.142                     |         | 31        | 151       | 37         |
| 2007 | 605.000     | 2.747.000   | 22,0        | 82         | 71         | 11         | 7.378                     | 3       | 22        | 146       | 40         |
| 2010 | 665.000     | 3.030.000   | 21,9        | 93         | 82         | 11         | 7.150                     |         | 27        | 175       | 40         |
| 2014 | 816.200     | 3.928.600   | 20,8        | 99         | 88         | 11         | 8.244                     |         | 29        | 236       | 43         |
| 2017 | 981.817     | 3.875.899   | 25,3        | 116        | 105        | 11         | 8.463                     |         | 24        | 178       | 44         |
| 2020 | 999.750     | 4.120.065   | 24,3        | 119        | 109        | 10         | 8.401                     |         | 33        | 191       | 46         |
| 2022 | 1.029.550   | 4.242.890   | 24,3        | 127        | 114        | 13         | 8.106                     |         | 39        | 196       | 46         |